# Tiq Maya
Tiq Maya was de eerste Marokkaanse muziekgroep in Nederland en Europa en een pionier in de wereldmuziek. De band werd in de zomer van 1974 in Haarlem opgericht door Mohamed el-Fers, Hamidou, Mohamed Ghazelhaj (ook Belghazi) en Jilali Baladi. In het begin noemde de groep zich Nass el-Ghorba. Na de komst van Mustafa Bakbou (later naar Jil Jilala) en Akka Alaylou veranderde de naam in Tiq Maya.
John van Vueren, later initiator van Parkpop, was de manager van de groep. Tiq Maya nam voor EMI het nummer La Tiq en Mimouna op en gaf een serie concerten in de Melkweg en het Vondelpark, Popmeeting Lochem, Rijnlandhal Arnhem, Het Arsenaal in Vlissingen, en Rock Agains Racism in het Amsterdamse Bos. In Frankrijk toerde de groep met Nass el-Ghiwan, tot in 1975 el-Fers naar Italië vertrok om in de groep Medina (later de groep Atlal) te spelen en Bakbou terugging naar Marokko (de groep Jil Jilala).
Akka Alaylou vertrok naar Parijs en maakte tot zijn plotselinge dood deel uit van de begeleidingsgroep van de Franse zangeres Catherine Le Forestier, de zus van chansonnier Maxime Le Forestier. 
De groep Atlal met El-Fers had in 1982 een hit in Egypte en Soedan met het nummer Back on the Nile. Baqbou speelde en zong hetzelfde nummer in het Arabisch met de groep Jil Jilala, waarmee hij door Japan en de Verenigde Staten toerde. 
Drie jaar na het uiteenvallen gaf Tiq Maya een aantal reünieconcerten in Nederland, onder meer in het Concertgebouw Haarlem.